# أحمد محمد لقمان
أحمد محمد لقمان  سياسي يمني عين وزيراً لوزارة الخدمة المدنية والتأمينات في حكومة خالد بحاح بتاريخ 7 نوفمبر 2014.
من مواليد 1950 في مدينة الحديدة. حصل على شهادة بكالوريوس في الأدب من قسم الدراسات النفسية بكلية الآداب بجامعة عين شمس. وقد شغل لقمان عدداً من المناصب الحكومية ومنها وزير للشؤون الاجتماعية والعمل، ووزير للشباب والرياضة ووزير للبلديات والإسكان، ثم سفيرًا لليمن في القاهرة وممثل دائم لليمن لدى الجامعة العربية ورئيس لمجلس إدارة الهيئة العامة للمناطق الحرة. وفي مارس 2007 انتخب مدير عام منظمة العمل العربية.